# Sureth
Sureth (Syrisch: ܣܘܪܝܬ, Sureth), of Suret of Assyrisch Neo-Aramees verwijst naar noordoostelijke Neo-Aramese (NENA) taalvarianten gesproken door Assyriërs en Arameeërs Assyriërs spreken Akkadisch beïnvloed Aramees (Sureth en Turoyo), een van de oudste continu gesproken en geschreven talen ter wereld. Sureth is ook sterk beïnvloed geweest door het klassiek Syrisch, maar is geen directe afstammeling van deze taal.
De meeste Sureth-sprekers zijn Assyriërs die behoren tot Oost-Syrische kerken. Een minderheid van de Sureth-sprekers zijn Arameeërs behorend tot de Syrisch-Orthodoxe en Syrisch-Katholieke kerk.
Sureth-sprekers zijn inheems in Mesopotamië, vanaf de Tigris naar Oosten, Hakkari in het zuidoosten van Turkije, een groot gebied dat zich uitstrekt van de vlakte van Urmia in het noordwesten van Iran tot de vlakte van Nineveh en de gouvernementen Erbil, Kirkuk en Duhok in Noord-Irak.
Sureth wordt gebruikt als overkoepelende term verwijzend naar Christelijk Noordoostelijk Neo-Aramese varianten die worden gesproken door Assyriërs, die vooral behoren tot de Oost-Syrische kerken.

## Geschiedenis
Tijdens de periode van de late bronstijd verbreidden de Arameeërs zich over het gehele Nabije Oosten. Vanaf de 1100 v.Chr. begonnen de Arameeërs met het stichten van verschillende staten in de Levant en Mesopotamië. Door migraties en toenemende aantallen Arameeërs naar verschillende delen van het Midden-Oosten werd hun taal, het Aramees de dominante taal in het gebied.
Door de bekering van enkele koninkrijken van Aramese oorsprong tot het christendom, vooral Osroene in de eerste drie eeuwen N.Chr., werd de Aramese taal en cultuur een nieuw leven in gebracht. Het lokale Aramese dialect van Edessa, die later bekend werd als het Syrisch nam een nieuw alfabet aan, het Estrangelo en gaf aanleiding tot een overvloedige literatuur. Het Syrisch werd ingevoerd als de liturgische taal van het Syrisch christendom. Syrisch wordt tot op heden wordt gebruikt in de Syrische kerken.
Vanaf de vijfde eeuw N.Chr. liepen Aramese christenen uiteen door theologische verschillen. De Syrisch-Orthodoxe kerk heeft verschillende schisma's en splitsingen doorgemaakt. Verschillende kerken werden gesticht. Hiermee werd het Syrisch ook de literaire taal van andere Syrische kerken binnen het Syrisch christendom.
Sureth is geëvolueerd uit oost Aramese variëteiten. Het Aramees heeft een vastgelegde geschiedenis tot wel 3000 jaar. Sureth is zwaar beïnvloed door het Aramese dialect (het Syrisch) van Urhoy (Sanliurfa). Het Syrisch werd tegen de 3e eeuw na Christus de liturgische taal van alle Syrische kerken. Het Aramees was de dominante taal van de Levant en Mesopotamië totdat het werd verdrongen door het Grieks en het Arabisch.

### Moderne tijd
In Turkije leven bijna geen Sureth-sprekers doordat de Nestoriaanse Arameeërs van Hakkari tijdens de Aramese genocide (Sayfo) werden vervolgd en verbannen uit Turkije. Grote aantallen kwamen om waardoor het aantal sprekers afnam. Overlevenden vluchtten naar buurlanden als Irak en Iran en sloten zich aan bij andere Arameeërs. Sureth-sprekers die de Aramese genocide overleefden en achterbleven in oost Turkije migreerden in de 20e eeuw wegens onderdrukkingen en oplopende spanningen tussen de Turkse overheid en de Koerdische PKK.
Andere Arameeërs migreerden in 1933 uit Irak als gevolg van de bloedbaden van Simele en stichtten dorpen langs de Khabur rivier in Syrië. Voor de 21e eeuw waren de meeste Sureth-sprekers gevestigd in Irak en Iran. Door onderdrukkingen en vervolgingen is het grootste aantal Sureth-sprekers tegenwoordig gevestigd in de Verenigde Staten en Australië. De meeste Sureth-sprekers die vandaag de dag nog in het Aramese thuisland zijn, wonen in Ankawa en in de vlakte van Nineveh in Noord Irak.

## Dialecten
De term ''Sureth'' wordt gebruikt als overkoepelende term voor Noordoost Neo-Aramese varianten die door Christelijke Arameeërs worden gesproken. Academisch staan deze varianten als Noord Oost Neo-Aramees geclassificeerd. Sureth-sprekers verwijzen met verschillende termen naar hun taal. Sureth-sprekers gebruiken bijvoorbeeld (verschillende) termen als Suráy, Sôreth, Sûrat, Soorath etc.
De gesproken variant en de wederzijdse verstaanbaarheid met andere sprekers kan verschillen van dorp tot dorp. De grootste varianten per streek gedifferentieerd zijn de Christelijke Neo-Aramese varianten van Urmia, Hakkari en de vlaktes van Nineveh. Een van de meest conservatieve varianten is het dialect van Qaraqosh (Bakhdida). Deze variant verschilt van varianten die in dezelfde streek worden gesproken.

## Alfabet
Sureth wordt in oost Syrische karakters geschreven. Dit schrift wordt in het Aramees (ܡܕܢܚܝܐ) Madenhoyo genoemd, dat 'Oosters' betekent. Een andere naam voor het schrift is (ܣܘܕܝܐ) Swodoyo, dat zich vertaald in 'conversationeel' of 'hedendaags', wat het gebruik ervan weerspiegelt bij het schrijven van modern Aramees. Het schrift is ontwikkeld op basis van het Estrangelo en toont grote gelijkenissen. Het Estrangelo is de oudste en klassieke vorm van het Syrische schrift. Aramees wordt van rechts naar links geschreven en gelezen.